# Tunnel d'Ellingsøy
Le tunnel d'Ellingsøy (en norvégien : Ellingsøytunnelen) est un tunnel sous-marin routier situé dans la municipalité d’Ålesund, dans le comté de Møre et Romsdal, en Norvège. Le tunnel relie le centre de la ville d’Ålesund, sur l’île de Nørvøya, et le village de Hoffland sur l’île d’Ellingsøya. Le tunnel de 3481 mètres de long passe sous l’Ellingsøyfjorden. Il fait partie de la route nationale 658 et a été construit dans le cadre du projet Vigra Fixed Link, qui reliait plusieurs îles périphériques à la ville d’Ålesund et à la partie continentale de la Norvège. Le tunnel a ouvert en 1987 et a été à péage jusqu’au 25 octobre 2009. Le tunnel à trois voies a un dégagement vertical de 4,6 mètres et atteint une profondeur de 140 mètres sous le niveau de la mer. Les parties les plus raides du tunnel ne dépassent pas une pente de 8,5%,. Le tunnel d’Ellingsøy a une spirale en tire-bouchon sous l’île de Hoffland pour s’étendre sur une hauteur verticale.